# Kontinentální pohár v ledním hokeji 2016/2017
Kontinentální pohár v ledním hokeji 2016/2017 v pořadí 20. ročníkem Kontinentálního poháru v ledním hokeji, druhé nejvyšší evropské klubové soutěže pořádané Mezinárodní hokejovou federací. Anglický tým Nottingham Panthers vyhrál tuto soutěž poprvé a zajistil si účast v Hokejové lize mistrů 2017/2018.

## Kvalifikované týmy
| Tým                      | Kvalifikace                                              |
| Nasazení do 3. kola      | Nasazení do 3. kola                                      |
| ------------------------ | -------------------------------------------------------- |
| Odense Bulldogs          | 2015–16 Metal Ligaen celkový vítěz                       |
| Beibarys Atyrau          | Čempionat Kazachstana po chokkeju s šajboj celkový vítěz |
| Ritten Sport             | 2015–16 Lega Italiana Hockey Ghiaccio celkový vítěz      |
| Šachtar Salihorsk        | Běloruská liga ledního hokeje druhý tým                  |
| Ducs d'Angers            | Ligue Magnus druhý tým                                   |
| HC Donbass Doněck        | Čempionat Ukrajiny z chokeju celkový vítěz               |
| Nasazení do 2. kola      |                                                          |
| HK Liepājas Metalurgs    | Latvijas hokeja līga celkový vítěz                       |
| HK Acroni Jesenice       | 2015–16 Slovenska hokejska liga druhý tým                |
| DVTK Jegesmedvék         | 2015–16 OB I. Bajnokság celkový vítěz                    |
| Aramón C.H. Jaca         | 2015–16 Superliga Española de Hockey Hielo celkový vítěz |
| Nottingham Panthers      | Elite Ice Hockey League celkový vítěz                    |
| GKS Tychy                | Ekstraliga w hokeju na lodzie druhý tým                  |
| Dunărea Galați           | 2015–16 Liga Națională de hochei celkový vítěz           |
| Nasazení do 1. kola      |                                                          |
| Partizan Belgrade        | 2015–16 Prvenstvo Srbije celkový vítěz                   |
| HC Bat Yam               | 2015–16 Izraelská hokejová liga celkový vítěz            |
| Irbis-Skate Sofia        | 2015–16 Državno prvenstvo po chokej na led celkový vítěz |
| Zeytinburnu Belediyespor | 2015–16 Türkiye Buz Hokeyi Süper Ligi celkový vítěz      |